# Nagari Sungai Landia
Nagari Sungai Landia is een bestuurslaag in het regentschap Agam van de provincie West-Sumatra, Indonesië. Nagari Sungai Landia telt 1923 inwoners (volkstelling 2010).